# Anoskopie
Die Anoskopie ist eine Untersuchungsmethode bei der eine Untersuchung des Schließmuskels bzw. des Afterkanals durchgeführt wird. Sie wird beispielsweise eingesetzt, um eine Hämorrhoiden-Erkrankung zu diagnostizieren.

## Vorbereitung
Die Vorbereitung zur Untersuchung gestaltet sich sehr einfach, es genügt in der Regel, wenn der Patient kurz vor der Untersuchung zur Toilette geht und seinen Darm entleert. Sollte er keinen Stuhlgang haben, so kann mit einem kleinen Klistier oder einem Abführzäpfchen nachgeholfen werden. Eine weitere Vorbereitung ist für diese Untersuchung nicht nötig.

## Methode
Für diese Untersuchung wird entweder ein starres Anoskop von ca. 5 Zentimeter Länge und einem Durchmesser von etwa 3 bis 4 Zentimeter verwendet, oder es kommt ein Darmspekulum zum Einsatz. Die Untersuchung des Patienten erfolgt in Linksseitenlage, in Steinschnittlage oder auf einem speziellen Rektoskopietisch, bei dem der Patient eine Art Knie-Ellenbogenlage einnimmt. Das Instrument wird blind vorgeschoben und eingeführt.
Die Untersuchung selbst dauert nur Minuten, dabei können Entzündungen, Engstellen, Fisteln, Hämorrhoiden und Analfissuren entdeckt werden. Die Untersuchung selbst wird häufig als unangenehm empfunden und verursacht in der Regel keine Schmerzen.